# Cruks en Karnak
Cruks en Karnak est un groupe équatorien de rock et blues, originaire de Quito, actif entre 1989 et 2007.

## Histoire
Le groupe est formé en 1989 dans par les frères argentino-équatoriens Sergio et Andrés Sacoto. Connus également sous le nom de Los Cruks, ils se caractérisent comme un groupe qui, dès le début, a essayé de sauver les valeurs de la culture locale et régionale, en fusionnant le rock avec des genres aussi divers que la pop, la musique afro-latine, le funk, le folk latino-américain, parmi beaucoup d'autres formes d'expression musicale, et en obtenant un son caractéristique. Le groupe connait une grande notoriété nationale et a transcendé la scène internationale en étant l'un des premiers groupes équatoriens à publier une vidéo musicale sur MTV, qui est largement acceptée dans toute la région.
Le nom du groupe fait référence à une supposée expédition de William Crookes à Karnak, raison pour laquelle il est changé plus tard en Cruks en Karnak, afin de raccourcir le nom et de l'adapter à l'espagnol pur. 
En 2004 sort l'album 13 gracias. Au départ, treize chansons sont enregistrées et ils pensent donc que le nom approprié serait 13 gracias ; cependant, trois autres chansons sont ajoutées plus tard. Les thèmes des chansons du groupe sont variés : l'amour, l'injustice du pays à l'époque, les formes d'une femme, etc. Avec cet album, le groupe veut également voulu montrer que le piratage était l'une de ses principales préoccupations. « Avec l'album précédent, 20 000 exemplaires ont été vendus, nous calculons qu'au moins 100 000 copies pirates ont été vendues. L'idée est donc de vendre ce CD à un prix très bas, c'est-à-dire 3,50 dollars, même s'il y aura aussi une édition de luxe qui coûtera 10 dollars », explique Pablo Santacruz.
En 2007, le groupe se sépare et donne son concert d'adieu dans le parc Itchimbía de sa ville d'origine. En 2023, ils reviennent pour donner une série de concerts dans plusieurs villes d'Équateur, appelée Juntos por última vez, jouant leur dernier concert dans le parc Bicentenario de Quito. En 2024, Sergio Sacoto présente son album hommage au groupe intitulé Uno vuelve.